# Vignec
 Vignec  es una población y comuna francesa, situada en la región de Mediodía-Pirineos, departamento de Altos Pirineos, en el distrito de Bagnères-de-Bigorre y cantón de Vielle-Aure.

## Demografía
| 121 | 115 | 100 | 130 | 135 | 189 | 201 |
| Para los censos de 1962 a 1999 la población legal corresponde a la población sin duplicidades (Fuente: INSEE [Consultar]) |     |     |     |     |     |     |